# El Mante (municipalité)
La municipalité d'El Mante est l'une des 43 municipalités de l'État de Tamaulipas, et est située dans la partie sud de cet État. Située à l'ouest du golfe du Mexique, elle appartient au bassin versant du fleuve Río Pánuco. Elle est limitrophe au sud des États de Veracruz et de San Luis Potosí. Son chef-lieu est la ville de Ciudad Mante. Elle dépend de la région Mante, qui est une des 6 subdivisions administratives de l'État de Tamaulipas.

## Géographie

Bassin inférieur du Río Pánuco

La municipalité d'El Mante est limitée au sud par la rivière Río Tantoán, prolongement du Río Tamesí, l'un des principaux affluents du fleuve Río Pánuco. Elle est bordée à l'est par la rivière Guayalejo, affluente du Río Tamesí et bordée à l'ouest, du nord au sud par un massif montagneux, la Sierra de Cucharas. Son relief, contrasté, oscille entre 50 et 900 mètres. Son chef-lieu, la ville de Ciudad Mante, se trouve dans la partie nord de son territoire, sur les bords du Río Mante, un petit affluent du Río Guayalejo. Ce territoire couvre une superficie de 1700 km², et était peuplé en 2020 de 106 144 habitants.

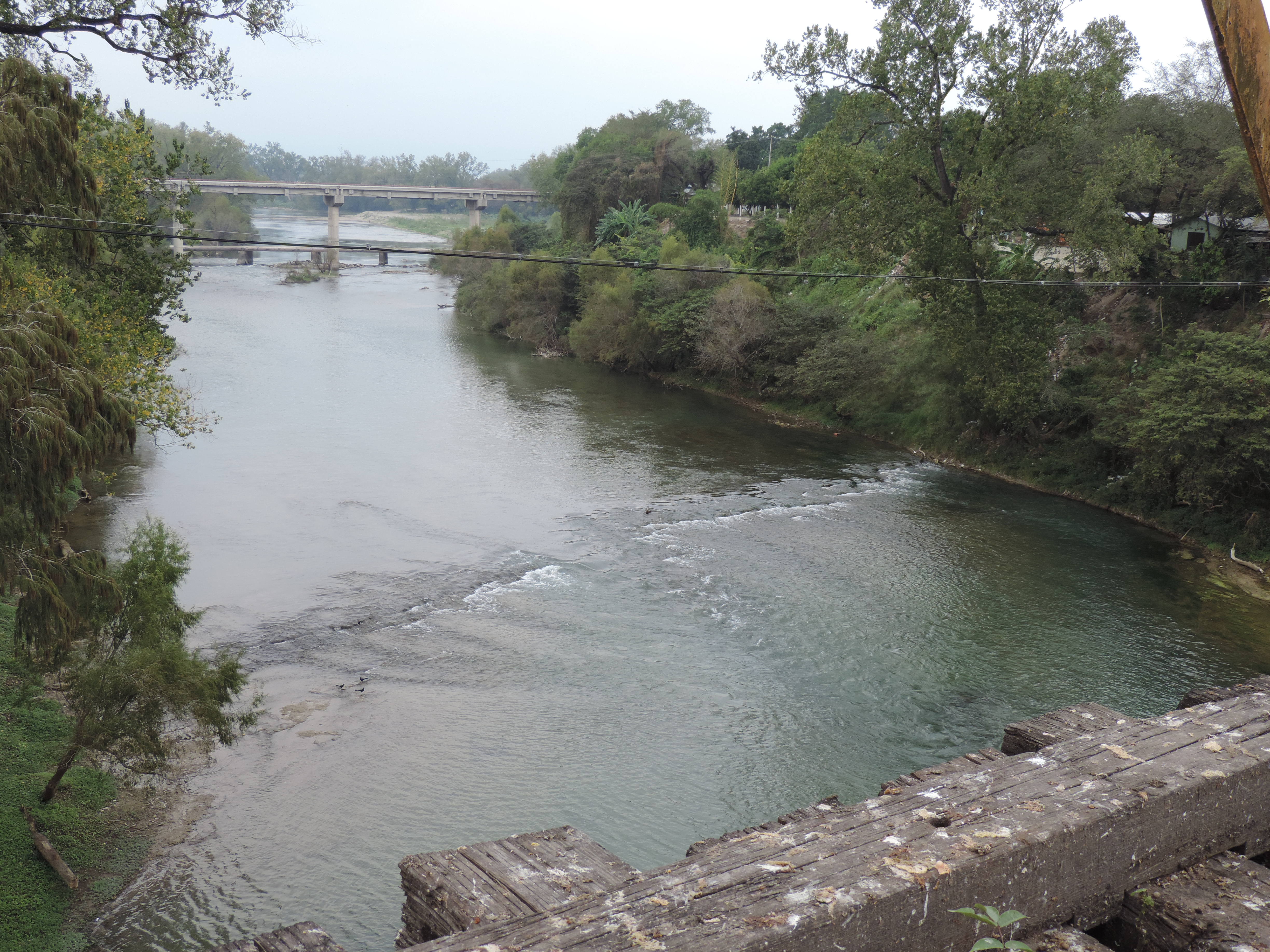
Le Rio Guayalejo à El Limon

Cette municipalité fait partie de la région Mante, qui est une des 6 subdivisions administratives de l'État de Tamaulipas, et regroupe les municipalités de Nuevo Morelos, Antiguo Morelos, El Mante, Xicoténcatl, Ocampo et Gómez Farías.
Elle est limitrophe au nord de celles de Xicoténcatl et de Gómez Farías, à l'ouest de celles d'Ocampo et d'Antiguo Morelos, au sud, dans l'État de San Luis Potosí, de celle de Tamuin, puis, dans l'État de Veracruz, de celle de Pánuco, et à l'est, à nouveau dans l'État de Tamaulipas, de celle de González.

## Composition et démographie
La municipalité était composée en 2010 de 443 localités.
| Localité       | Population |
| -------------- | ---------- |
| Ciudad Mante   | 81 884     |
| El Limón       | 2 812      |
| Nueva Apolonia | 2 123      |
| El Abra        | 2 280      |

En plus de l'espagnol, plusieurs langues amérindiennes sont parlées dans la municipalité, dont les principales sont par ordre d'importance : le huastèque et le nahuatl, et dans une moindre mesure l'otomí et le huichol.

## Histoire

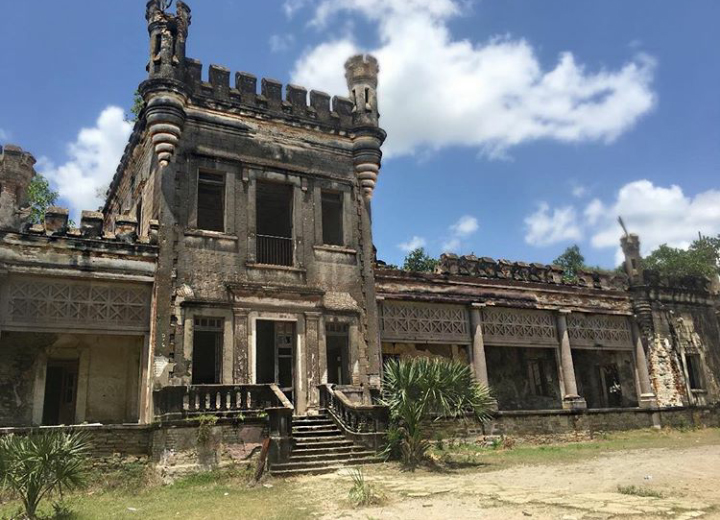
Hacienda de Nueva Apolonia, lors de la période de colonisation

Lors de la création de la nouvelle province de Nouvelle-Santander entre 1748 et 1755, la région d'El Mante dépendait de la ville de Villa de San Juan Bautista de Horcasitas (aujourd'hui Magiscatzin, dans la municipalité de González) nouvellement fondée en 1749 par José de Escandón, explorateur et colonisateur agissant au nom du vice-roi de Nouvelle-Espagne, Juan Francisco de Güemes y Horcasitas.
L'année 1860 voit la fondation de la ville de Quintero, au pied du massif montagneux de la Sierra de Cucharas. La ville est alors le chef-lieu de la municipalité. En 1921, ce chef-lieu est déplacé dans la localité voisine de Villa de Juárez, ainsi nommée en l'honneur du président mexicain Benito Juárez. Cette dernière est élevée au rang de ville (ciudad) en 1937, et prend alors le nom de Ciudad Mante.